# Tapinothelops concolor
Tapinothelops concolor là một loài nhện trong họ Pisauridae.
Loài này thuộc chi Tapinothelops. Tapinothelops concolor được Lodovico di Caporiacco miêu tả năm 1947.